# Telus Plaza
Pour les articles homonymes, voir Tour Telus.
Le Telus Plaza est un ensemble de deux gratte-ciel d'Edmonton. La tour Telus Plaza North a été bâtie en 1969, mesure 90 mètres de hauteur et compte 24 étages, alors que Telus Plaza South a été achevée en 1971, haute de 134,4 mètres et 34 étages.
La Telus Plaza South est le cinquième bâtiment le plus élevé de la ville, après le Manulife Place (146 mètres, 39 étages) et devant la Bell Tower (130 mètres, 31 étages).
La construction du bâtiment sud est contemporaine de la Coast Edmonton House, haute de 123 mètres.